# نیکلای گرچ
نیکلای ایوانویچ گرچ (روسی: Николай Иванович Греч؛ ۱۷۸۷ – ۱۸۶۷) لغت‌شناس برجسته، زبان‌شناس، روزنامه‌نگار، و نویسنده اهل امپراتوری روسیه بود.